# Альф-Інґе Голанн
Альф-Інґе Расдал Голанн (норв. Alf-Inge Rasdal „Alfie“ Haaland; нар. 23 листопада 1972, Ставангер) — норвезький футболіст, що грав на позиції правого захисника, півзахисника, зокрема за декілька англійських команд, а за також національну збірну Норвегії.
Батько Ерлінга Голанна, зірки норвезького і європейського футболу 2020-х.

## Клубна кар'єра
У дорослому футболі дебютував 1990 року виступами за команду «Брюне», в якій провів чотири сезони, взявши участь у 68 матчах чемпіонату.
Згодом з 1994 по 2000 рік грав у складі команд «Ноттінгем Форест» та «Лідс Юнайтед».
Своєю грою за останню команду привернув увагу представників тренерського штабу клубу «Манчестер Сіті», до складу якого приєднався 2000 року. Відіграв за команду з Манчестера наступні три сезони своєї ігрової кар'єри.
Завершив ігрову кар'єру у команді «Росселанн», за яку виступав протягом 2011—2012 років.

## Виступи за збірні
Протягом 1991–1993 років залучався до складу молодіжної збірної Норвегії. На молодіжному рівні зіграв у 21 офіційному матчі, забив 2 голи.
У 1994 році дебютував в офіційних матчах у складі національної збірної Норвегії.
У складі збірної був учасником чемпіонату світу 1994 року у США.
Загалом протягом кар'єри в національній команді, яка тривала 9 років, провів у її формі 34 матчі.
| Дата       | Місто       | Господарі  | Результат | Гості             | Турнір             | Голи | Примітки |
| ---------- | ----------- | ---------- | --------- | ----------------- | ------------------ | ---- | -------- |
| 19-1-1994  | Сан-Дієго   | Норвегія   | 2 – 1     | Коста-Рика        | товариський матч   | -    |          |
| 22-5-1994  | Лондон      | Англія     | 0 – 0     | Норвегія          | товариський матч   | -    | 46'      |
| 1-6-1994   | Осло        | Норвегія   | 2 – 1     | Данія             | товариський матч   | -    |          |
| 19-6-1994  | Вашингтон   | Мексика    | 0 – 1     | Норвегія          | ЧС 1994 - 1-й етап | -    | 16'      |
| 23-6-1994  | Нью-Йорк    | Норвегія   | 0 – 1     | Італія            | ЧС 1994 - 1-й етап | -    | 68'      |
| 6-2-1995   | Ларнака     | Естонія    | 0 – 7     | Норвегія          | товариський матч   | -    |          |
| 8-2-1995   | Нікосія     | Кіпр       | 0 – 2     | Норвегія          | товариський матч   | -    | 46'      |
| 29-3-1995  | Люксембург  | Люксембург | 0 – 2     | Норвегія          | Відбір до ЧЄ 1996  | -    |          |
| 26-4-1995  | Осло        | Норвегія   | 5 – 0     | Люксембург        | Відбір до ЧЄ 1996  | -    | 65'      |
| 7-6-1995   | Осло        | Норвегія   | 2 – 0     | Мальта            | Відбір до ЧЄ 1996  | -    | 69'      |
| 22-7-1995  | Осло        | Норвегія   | 0 – 0     | Франція           | товариський матч   | -    | 46'      |
| 16-8-1995  | Осло        | Норвегія   | 1 – 1     | Чехія             | Відбір до ЧЄ 1996  | -    |          |
| 15-11-1995 | Роттердам   | Нідерланди | 3 – 0     | Норвегія          | Відбір до ЧЄ 1996  | -    | 62'      |
| 7-2-1996   | Лас-Пальмас | Іспанія    | 1 – 0     | Норвегія          | товариський матч   | -    |          |
| 27-3-1996  | Дублін      | Ірландія   | 1 – 0     | Норвегія          | товариський матч   | -    |          |
| 24-4-1996  | Осло        | Норвегія   | 0 – 0     | Греція            | товариський матч   | -    |          |
| 2-6-1996   | Осло        | Норвегія   | 5 – 0     | Азербайджан       | Відбір до ЧС 1998  | -    |          |
| 1-9-1996   | Осло        | Норвегія   | 1 – 0     | Грузія            | товариський матч   | -    | 69'      |
| 9-10-1996  | Осло        | Норвегія   | 3 – 0     | Угорщина          | Відбір до ЧС 1998  | -    |          |
| 10-11-1996 | Базель      | Швейцарія  | 0 – 1     | Норвегія          | Відбір до ЧС 1998  | -    |          |
| 29-3-1997  | Дубай       | ОАЕ        | 1 – 4     | Норвегія          | товариський матч   | -    | 27'      |
| 30-5-1997  | Осло        | Норвегія   | 4 – 2     | Бразилія          | товариський матч   | -    | 46'      |
| 8-6-1997   | Будапешт    | Угорщина   | 1 – 1     | Норвегія          | Відбір до ЧС 1998  | -    |          |
| 20-8-1997  | Гельсінкі   | Фінляндія  | 0 – 4     | Норвегія          | Відбір до ЧС 1998  | -    | 86'      |
| 10-9-1997  | Осло        | Норвегія   | 5 – 0     | Швейцарія         | Відбір до ЧС 1998  | -    | 83'      |
| 25-2-1998  | Марсель     | Франція    | 3 – 3     | Норвегія          | товариський матч   | -    |          |
| 25-3-1998  | Брюссель    | Бельгія    | 2 – 2     | Норвегія          | товариський матч   | -    | 68'      |
| 27-5-1998  | Молде       | Норвегія   | 6 – 0     | Саудівська Аравія | товариський матч   | -    |          |
| 10-10-1998 | Осло        | Словенія   | 1 – 2     | Норвегія          | Відбір до ЧЄ 2000  | -    |          |
| 14-10-1998 | Осло        | Норвегія   | 2 – 2     | Албанія           | Відбір до ЧЄ 2000  | -    | 57'      |
| 18-11-1998 | Каїр        | Єгипет     | 1 – 1     | Норвегія          | товариський матч   | -    | 46'      |
| 28-4-1999  | Тбілісі     | Грузія     | 1 – 4     | Норвегія          | Відбір до ЧЄ 2000  | -    |          |
| 5-6-1999   | Тирана      | Албанія    | 1 – 2     | Норвегія          | Відбір до ЧЄ 2000  | -    |          |
| 25-4-2001  | Осло        | Норвегія   | 2 – 1     | Болгарія          | товариський матч   | -    | 46'      |
| Усього     |             | Матчів     | 34        |                   | Голів              | 0    |          |